# Jiboia-constritora
A jiboia-constritora (Boa constrictor), ou simplesmente jiboia, é uma espécie de serpente grande e não peçonhenta que é frequentemente mantida e reproduzida em cativeiro. A jiboia é membro da família Boidae e encontrada em regiões tropicais da América do Norte, Central e do Sul, assim como em algumas ilhas no Caribe. Nove subespécies são atualmente reconhecidas, embora algumas sejam controversas. Em inglês, são chamadas de "boa constrictor".
No Brasil, existem duas subespécies: a Boa constrictor constrictor (Forcart, 1960) e a Boa constrictor amarali (Stull, 1932). A primeira é amarelada, de hábitos mais pacíficos e própria da região amazônica e do nordeste. Pode chegar a um tamanho adulto de até 4 metros, embora raramente atinja essa marca. A segunda, jiboia-amarali, pode ser encontrada mais ao sul e sudeste e algumas vezes em regiões mais centrais do país. Pode chegar a um tamanho adulto de 2 metros.
É basicamente um animal com hábitos noturnos (o que é verificável por possuir olhos com pupila vertical), ainda que também tenha atividade diurna.
É considerado um animal vivíparo porque, no final da gestação, o embrião recebe os nutrientes necessários do sangue da mãe. Alguns biólogos desvalorizam essa parte final da gestação e consideram-na apenas ovovivípara porque, apesar de o embrião se desenvolver dentro do corpo da mãe, a maior parte do tempo é dedicada à incubação num ovo separado do corpo materno. A gestação pode levar meio ano, podendo haver de 12 a 64 crias por ninhada, que nascem com cerca de 48 centímetros de comprimento e 75 gramas de peso.
Detecta as presas pela percepção do movimento e do calor e as surpreende em silêncio. Alimenta-se de pequenos mamíferos (principalmente ratos), aves e lagartos que mata por constrição, envolvendo o corpo da presa e sufocando-a. A sua boca é muito dilatável e apresenta dentes serrilhados nas mandíbulas, dentição áglifa. A digestão é lenta, normalmente durando sete dias e podendo estender-se a algumas semanas, período durante o qual fica parada, num estado de torpor.
Animal muito dócil, apesar de ter fama de perigoso; não é peçonhento (apesar de sua mordida ser dolorosa e poder causar infecção) e não consegue comer animais de grande porte, sendo inofensiva para eles. É muito perseguida por caçadores e traficantes de animais, pois tem um valor comercial alto como animal de estimação, além de sua pele poder ser usada na confecção de artefatos de couro. Uma jiboia nascida em cativeiro credenciado pelo Instituto Brasileiro do Meio Ambiente e dos Recursos Naturais Renováveis (IBAMA) pode custar de 1 050 a 6 000 reais, às vezes mais, de acordo com sua coloração.
Existe um mercado negro de animais silvestres no Brasil, pois as leis dificultam sua criação em cativeiro, apesar do baixo risco de acidentes envolvidos na criação deste animal. O IBAMA suspendeu a licença para venda de jiboias no Estado de São Paulo, apesar de os estudos internacionais demonstrarem que o comércio regulamentado é a maneira mais eficiente de se combater o tráfico de animais exóticos.

## Etimologia
Jiboia provém do tupi y'bói, que significa, literalmente, "cobra do arco-íris" (îy'yba, "arco-íris" + mboîa, "cobra"). "Constritora" é uma referência ao modo como a jiboia mata suas vítimas: apertando-as e sufocando-as.

## Alimentação
As serpentes são animais que se alimentam de roedores, aves e lagartos.  A frequência e quantidade de alimentos variam de acordo com o tamanho do animal.
Quando em cativeiro, é comum alimentar as jiboias com pequenos roedores, como camundongos e ratazanas jovens. Quando maiores, podem ser alimentadas com lebres, ratazanas adultas e aves (frangos).

## Variedades
No mundo, existem várias jiboias, sendo diferenciadas pela região onde são encontradas e pelos diferentes padrões de coloração:
- Boa constrictor amarali (STULL 1932)
- Boa constrictor constrictor LINNAEUS 1758
- Boa constrictor mexicana JAN 1863
- Boa constrictor nebulosa (LAZELL 1964)
- Boa constrictor occidentalis PHILIPPI 1873
- Boa constrictor orophias LINNAEUS 1758
- Boa constrictor ortonii COPE 1877[3]

## Doenças
As serpentes são animais susceptíveis a uma grande diversidade de doenças causadas por vírus, bactérias, parasitas, fungos, protozoários, pentatomídeos, helmintos, miíases, ácaros e carrapatos.

### Vírus
As viroses são o principal problema em jiboias, devido à gravidade do quadro e também à capacidade de disseminação de alguns vírus. Diversos tipos de vírus foram descritos em jiboias, como adenovírus e herpesvírus causadores de lesão hepática e alguns retrovírus causadores de enterite e lesões hepáticas. Um dos principais vírus causadores de mortes é o paramixovírus. Esses vírus levam a quadros de pneumonia bastantes graves, que frequentemente levam o animal à morte.
Os sintomas são febre, boca semiaberta, dificuldade respiratória e até hemorragia na boca.